# Shigeki Maruyama
Shigeki Maruyama (丸山茂樹, Maruyama Shigeki; Ichikawa, 12 september 1969) is een Japans golfprofessional. Hij heeft in de top-20 van de wereldranglijst gestaan. 
Maruyama werd in Ichikawa geboren. Hij studeerde aan de Nihon University en werd in 1992 professional. 
Zijn bijnaam Smiling Assassin heeft hij te danken aan zijn altijd aanwezige glimlach. Hij speelde de eerste jaren op de Japan Golf Tour en behaalde daar tien overwinningen. Na twee goede resultaten bij World Golf Championships kreeg hij speelrecht op de Amerikaanse PGA Tour van 2000. Daar won hij drie toernooien. Sinds 2008 speelt hij weer op de Japanse Tour. 
Maruyama speelde in het international team in the Presidents Cup in 1998 en 2000. In 1998 won hij alle vijf partijen.
Op 5 juni 2000 speelde hij op de Woodmont Country Club in Rockville (Maryland), een kwalificatietoernooi om mee te doen aan het US Open. Zijn score in de eerste ronde was 58. Als eerbetoon noemde zijn vader een golfbaan in de Tochigi Prefecture de 58 Golf Course.

## Gewonnen
PGA Tour
- 2001: Greater Milwaukee Open
- 2002: Verizon Byron Nelson Classic
- 2003: Chrysler Classic of Greensboro

Japan Golf Tour
- 1993: Pepsi Ube Kosan Open (-20)
- 1995: Bridgestone Open (-14)
- 1996: Bridgestone Open (-16)
- 1997: Japan PGA Championship (-16), Yomiuri Open (-17), Japan PGA Match-Play Championship Promise Cup, Golf Nippon Series Hitachi Cup (-16)
- 1998: PGA Philanthropy Tournament (-20)
- 1999: Bridgestone Open (-20)
- 2009: Golf Nippon Series JT Cup (-9)

## Teams
- Presidents Cup: 1998, 2000
- World Cup of Golf: 2000, 2001, 2002 (winnaars), 2003, 2004